# Rocío Puente Pino
Rocío Puente Pino (* 25. Dezember 1983) ist eine spanische Fußballschiedsrichterassistentin.
Puente Pino leitet regelmäßig Spiele in der spanischen Primera División und in der Women’s Champions League. Seit 2008 steht sie auf der Liste der FIFA-Schiedsrichter und leitet internationale Fußballpartien.
Puente Pino war unter anderem bei der U-19-Europameisterschaft 2013 in Wales, beim Algarve-Cup 2017, bei der U-17-Weltmeisterschaft 2018 in Uruguay, in der EM-Qualifikation, in der europäischen WM-Qualifikation sowie bei diversen Qualifikations- und Freundschaftsspielen im Einsatz.